# Physalis longipedicellata
Physalis longipedicellata är en potatisväxtart som beskrevs av Umaldy Theodore Waterfall. Physalis longipedicellata ingår i släktet lyktörter, och familjen potatisväxter. Inga underarter finns listade i Catalogue of Life.